# Кканґпае
Кканґпае (кор. 깡패) — корейський термін, яким позначають членів неорганізованих вуличних банд. Злочинні угруповання з'явилися в південнокорейській масовій культурі, в тому числі в кіно і на телебаченні, протягом останніх десятиліть.

## Історія
Корейська мафія, ймовірно, була створена в 19 столітті, наприкінці правління династії Чосон, зі зростанням торгівлі та появою інвестицій з боку європейських колоніальних держав. У цей час більшого впливу набули вуличні банди, що існували раніше, які в основному складалися з представників нижчих класів, але керувалися багатими купцями. Сучасну історію корейських злочинних організацій можна розділити на чотири періоди: колоніальна епоха, політичні мафії 1950-х і початку 1960-х років за часів президента Сін Ман Рі, період Громадянської війни за часів військового правління Пак Чон Хі і Чон Ду Хвана та сучасна епоха.

### 1910—1945: Колоніальна епоха
Протягом 35 років, коли Корея перебувала під владою Імператорської Японії, деякі корейці зазнавали примусової праці та сексуального рабства. Це посилилося під час Другої світової війни, коли Японська імперія поширила свою владу на Маньчжурію та частину Китаю. У цей період корейці втекли на материкову Японію і сформували мафіозні угруповання, щоб подолати дискримінацію та злочинність. Найвідомішим «мафіозі» цього періоду був Кім Ду Хан, син відомого корейського борця за незалежність і лідера повстанців Кім Чва Чина, борця за свободу проти колоніального панування. Після того, як його батько і мати були вбиті, Кім виріс жебраком і приєднався до місцевої банди на ім'я Джумок («кулак»). Він піднявся по кар'єрних сходах і став відомим завдяки бойовим групам проти японських мафіозі, або якудзи.
Колоніальна гілка Імператорської японської якудзи тоді перебувала під контролем Хаяші, етнічного корейця, який перейшов на бік японців і приєднався до якудзи. Конкуруючу з якудза Хаяші мафію контролював Ку Маджок, але корейській мафії завжди бракувало грошей, і багато місцевих босів мафії були нелояльні до Ку і сформували окремі мафії, зокрема Шин Маджок і Шанг Кал (ножі-близнюки). Ку Маджок нарешті спробував зміцнити свій контроль над корейськими мафіозі, вибивши Шанг Кала і захопивши його територію, але це викликало негативну реакцію. Кім Ду Хан, який спочатку був членом Ссан Кал, повстав проти Ку Маджока. Кім убив і Шин Маджока, і Ку Маджока, і у віці 18 років об'єднав усі корейські банди під своїм командуванням[джерело не вказано] Після зміцнення свого правління шляхом розгрому повстанських угруповань, Кім виступив проти якудзи, розпочавши знамениту пробну війну між Кканпхе і якудзою, яка стала символом опору корейців проти японців. Кім Ду Хан був головною фігурою руху проти колоніального правління, а згодом став політиком у Ліберальній партії Сін Ман Рі.

### 1950-60-ті роки: Політичні натовпи
Лідер банди Лі Чжон Чже під час ганебного параду, організованого військовим режимом Пак Чон Хі (1961). Він був заарештований після перевороту 16 травня і страчений у жовтні 1961 року.
У 1950-х роках дві окремі сеульські угруповання, М'юнг-дон та Чон-ро, діяли для захисту корейських торговців від японських злочинців, які часто користувалися захистом чиновників. 1960-ті роки, однак, ознаменувалися припиненням майже всієї діяльності банд, оскільки режим вважав ці угруповання проблемою.

### 1970-80-ті роки: Військове правління
Сучасні корейські банди почали з'являтися лише на початку 1970-х років. У цей час почали формуватися ієрархічні структури, а також використовуватися такі види зброї, як ножі та залізні прути, що призвело до більш жорстоких нападів. 1980-ті роки були періодом розквіту гангстерів, оскільки вони змогли проникнути в бізнес і налагодити зв'язки з представниками влади та індустрії розваг, а також налагодити зв'язки з іншими світовими злочинними угрупованнями.

### 1990-ті— Сьогодення
На початку 1990-х років відбулися чергові періодичні репресії, коли стаття 114 Корейського кримінального закону визнала нелегальними не лише організовані банди, але й тих, хто приєднався до них або сформував їх, і притягнула до кримінальної відповідальності. Цей новий закон змусив багатьох переховуватися або тікати, багато інших були заарештовані, і навіть ті, хто відсидів, часто потрапляли під нагляд, якщо їх вважали професійними злочинцями. Однак швидка глобалізація Кореї ускладнила завдання правоохоронних органів повністю викорінити організовану злочинність, яка продовжує залишатися проблемою і в наші дні
члени банд були пов'язані зі злочинами від торгівлі людьми до контрабанди наркотиків, квартирних крадіжок, викрадень з метою викупу та вимагання. Опитування 2007 року показало, що 109 в'язнів, ув'язнених за організовану злочинну діяльність, були причетні до вимагання, здебільшого нападаючи на бари, нічні клуби та ігрові зали. Гангстерів також використовували як найману робочу силу для бізнесу, як у випадку з Кім Сун Юном, «власником конгломерату, який найняв гангстерів для викрадення та побиття працівників бару». Напади стали більш поширеними в останні роки, про що свідчить 2009 рік, коли з 621 члена банди 35 % були заарештовані за напади, тоді як вимагання посіло друге місце — 29 %, а решту склали нелегальні азартні ігри (11 %) і лихварство (7 %). Кількість членів банд і пов'язаних з ними осіб різко зростає в роки економічної кризи, як, наприклад, під час економічного спаду 2009 року, коли чиновники зафіксували 60 % зростання кількості нових банд і їхньої діяльності. 2011 року поліція розпочала переслідування банд і пов'язаних з ними осіб, заарештувавши 127 осіб протягом першого тижня «війни з організованою злочинністю».
Південнокорейські мафіозі часто мають татуювання із зображенням «па» (англ. «мафія»), до якої вони належать. Коли вони стикаються з іншими мафіозними угрупованнями, вони показують свої татуювання, щоб допомогти ідентифікувати себе. Татуювання також може використовуватися як попередження для широкої громадськості. Як наслідок, татуювання часто вважаються табу в південнокорейському суспільстві. Бос мафії в Кореї називається «хьонгнім».
Стереотипний образ квінтесенції південнокорейського мафіозі — це зачіска «гакдугі», яка складається з поголених боків голови, а волосся залишається на маківці, велика статура, темний, чорний одяг, вульгарні костюми, пофарбовані в чорний колір розкішні автомобілі, помітні татуювання та регіональні акценти або діалекти (корейською мовою — «сатурі»). Всупереч поширеній думці, Сеул не є відомим розсадником південнокорейської мафії. Найвідоміші організації південнокорейської мафії діють у регіоні Чолла, в таких містах, як Кванджу та Мокпхо, а інші південнокорейські мафіозі, як відомо, діють у Пусані та Інчхоні.

## Відомі південнокорейські банди
У Південній Кореї існує багато відомих місцевих банд і філій організованої злочинності. Вони часто керують малим місцевим бізнесом, щоб заробити додаткові гроші, однак їхнє основне джерело доходу — це плата за захист, коли вони беруть під свій контроль певний район, визначений як «територія» (кор. 구역), і вимагають, щоб усі підприємства в цьому районі щомісяця сплачували лідерам банди гроші в обмін на те, що вони не завдаватимуть шкоди їхньому бізнесу. Деякі з найвідоміших злочинних синдикатів
банда «Бомсеобангпа», заснована в 1990-х роках Кім Тхе Чхоном (кор. 김태촌), одним з найвпливовіших злочинців у Південній Кореї[6].
Сім'я Янґуні, один з найвпливовіших злочинних синдикатів Південної Кореї, заснований у 1970-х роках Чо Янґеном (ханґул: 조양은), могутнім південнокорейським кримінальним авторитетом, відомим тим, що був заарештований урядом Філіппін у 2013 році.
Чільсунг-па (також відома як «Сім зірок»), відома як один з найбільших злочинних синдикатів Південної Кореї, найбільший злочинний синдикат Пусана, основним джерелом прибутку якого є здирництво та шантаж.

## У масовій культурі
Фільми, що романтизують кканпхе, з'явилися в південнокорейському кінематографі з 1970-х років, але закріпилися на ринку на початку 1990-х. Такі фільми підкреслювали такі риси, як лояльність, порядність і моральність на тлі насильства і корупції. Популярність таких фільмів, як «Друг» (2001), «Гірке солодке життя» (2005), «Новий світ» (2013), популяризувала образ впізнаваного і «чесного» гангстера.
Зростання бандитського контенту в кіно і на телебаченні пов'язане зі змінами в суспільному сприйнятті ккангпхе, особливо серед підлітків і молодшої аудиторії. Дехто пов'язує це зі збільшенням кількості банд на шкільних подвір'ях, відомих як iljinhoe, які можуть брати приклад з таких фільмів у вигляді залякування та психічного або фізичного насильства. Молодь може брати приклад з персонажів kkangpae за їхню силу та інтелект за межами обмежувального середовища класу. Kkangpae були показані як важливі персонажі у франко-американському фільмі «Люсі» 2014 року.
Корейська бандитська культура також досить помітна в телевізійних шоу. Деякі сумнозвісні вигадані корейські банди, які посідають чільне місце в телесеріалах, включають: K-Town Killers у серіалі «Щит». Вважаються головною азіатською бандою в серіалі, вони відомі своєю жорстокістю і тим, що проституція та торгівля наркотиками (переважно фентанілом) є їхньою основною економічною діяльністю.
Шин Ккан Пае у владі. Ця банда походить з Південної Кореї і вважається однією з відповідальних за інтенсивний наркотрафік між Сполученими Штатами та Азією. Очолює банду Чже Шин (грає Ч. С. Лі), ксенофоб і расист, південнокорейський наркобарон, який, щоб не викликати підозр щодо своєї злочинної імперії, представляється законним бізнесменом, власником відомого корейського ресторану.
Банда «Золоті хлопчики» або «G-Boys in S.W.A.T.». Вважаються одними з найбезжальніших і найжорстокіших ворогів першого сезону S.W.A.T., вони є головними антагоністами у двох епізодах першого сезону, K-Town (1 сезон, 11 серія) і Vendetta (1 сезон, 20 серія). Цей потужний корейський злочинний синдикат, відповідальний за торгівлю фентанілом у Лос-Анджелесі, має штаб-квартиру в Корейському кварталі Лос-Анджелеса і очолюється Дже Кімом (у виконанні Кельвіна Хан Ї), могутнім корейським магнатом у сфері нерухомості, який за іміджем законного бізнесмена приховує, що є кровожерливим наркобароном, який робить все можливе, щоб зберегти прибутковий бізнес з продажу фентанілу, в тому числі викрадає сина одного з союзників столичного відділу поліції Лос-Анджелеса, Катріни «Кей Сі». Волш, спеціальний агент ВБН (роль виконує МС Лайт)